# Mallefougasse-Augès
Mallefougasse-Augès è un comune francese di 229 abitanti situato nel dipartimento delle Alpi dell'Alta Provenza della regione della Provenza-Alpi-Costa Azzurra.

## Società

### Evoluzione demografica
Abitanti censiti